# Долна Камила
Долна Камила или Турска Камила (на гръцки: Κάτω Καμήλα, Като Камила) е село в Република Гърция, дем Сяр, област Централна Македония с 1430 жители (2001).

## География
Селото е разположено в Сярското поле на югозапад от Сяр (Серес).

## История

### Етимология
Според Йордан Н. Иванов името е свързано със земно образувание.

### В Османската империя
В „Етнография на вилаетите Адрианопол, Монастир и Салоника“, издадена в Константинопол в 1878 година и отразяваща статистиката на населението от 1873 година, Османли Камила (Osmanli-Kamila) е посочено като село с 82 домакинства и 240 жители българи и 25 мюсюлмани.
В 1891 година Георги Стрезов определя селото като част от Овакол и пише:
| „ | Камила, при десния бряг на Струма, на същия ред като споменатото село. Същото състояние, поради същите причини. НА Ю от Сяр и на СЗ от Джами махала 1 час. 25 къщи; гръцка църква. Насреща се виждат развалините на друго село, Горна Камила, което разрушила реката. | “ |

Според статистиката на Васил Кънчов („Македония. Етнография и статистика“) Долна Камила брои 180 жители, всички българи-християни, а Турска Камила - 210 българи и 110 турци.
При избухването на Балканската война в 1912 година двама души от Долна Камила са доброволци в Македоно-одринското опълчение.

### В Гърция
През октомври 1912 година по време на Балканската война, селото е освободено от части на българската армия, но след Междусъюзническата война от 1913 година, остава в Гърция. В селото са настанени гърци бежанци. Според преброяването от 1928 година Долна Камила е смесено местно-бежанско село със 105 бежански семейства и 484 души бежанци.
В 1957 година е построена църквата „Свети Георги“.
| Име        | Име          | Ново име   | Ново име   | Описание                       |
| ---------- | ------------ | ---------- | ---------- | ------------------------------ |
| Ади        | Άντάδες      | Камбос     | Κάμπος     | местност на СЗ от Долна Камила |
| Дисна      | Δίσνα        | Месеу      | Μεσαίου    | местност на СИ от Долна Камила |
| Чауш Валта | Τσαούς Βάλτα | Валтотопос | Βαλτότοπος |                                |

## Личности
Родени в Долна Камила
- Петър Димитров (1868 – ?), македоно-одрински опълченец, 4 и Нестроева рота на 8 костурска дружина, носител на орден „За храброст“ IV степен[11]
- Тодор Димитров (1868 – ?), македоно-одрински опълченец, Нестроева рота на 8 костурска дружина[12]

Свързани с Долна Камила
- Евангелия Дзамбази (р. 1960), гръцка политичка, по произход от Долна Камила